# Loriculus exilis
Il loricolo pigmeo (Loriculus exilis) è un uccello della famiglia degli Psittaculidi, endemico dell'Indonesia.